# Wahlen zum Expertenrat des Iran 2006
Die Wahlen zum Expertenrat des Iran 2006 fanden am 15. Dezember 2006 statt. Der Höhepunkt der vierten Wahl zum Expertenrat, die alle 8 Jahre vom Volk vorgenommen wird, war die medienwirksame Polarisierung zwischen dem fundamentalistischen Ajatollah Mohammad Taqi Mesbah Yazdi und dem pragmatischen Ajatollah Rafsandschāni. Der Kampf um die Stimmen der Provinz Teheran, die weit mehr als andere Provinzen, 16 Sitze für den Expertenrat vergibt, war für späteren Vorsitz des Expertenrats entscheidend.

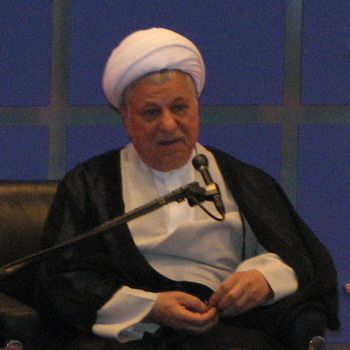
Ali-Akbar Hāschemi Rafsandschāni, Wahlsieger

## Ergebnis
|                               | Stimmen    | Anteil in % |
| ----------------------------- | ---------- | ----------- |
| Wahlberechtigte               | 46.549.042 | 100         |
| Wähler                        | 28.321.270 | 61          |
| registrierte Kandidaten       | 493        | 100         |
| zugelassene Kandidaten        | 167        | 33,87       |
| gewählte männliche Kandidaten | 86         |             |

Wahlergebnis der Provinz Teheran:
| Nr. | Name                             | Stimmen   |
| --- | -------------------------------- | --------- |
| 1   | Ali-Akbar Hāschemi Rafsandschāni | 1.564.197 |
| 2   | Mohammad Agha Emami              | 1.027.767 |
| 3   | Ali Meschkini                    | 1.015.500 |
| 4   | Mohammad Yazdi                   | 970.192   |
| 5   | Ahmad Dschannati                 | 929.403   |
| 6   | Mesbah Yazdi                     | 879.883   |
| 7   | Hassan Rowhani                   | 844.190   |
| 8   | Dori-Nadschafabadi               | 736.387   |
| 9   | M. Kazeroon                      | 716.828   |
| 10  | Mohsen Agha Charrazi             | 688.212   |
| 11  | Reza Moghadam                    | 650.391   |
| 12  | Abdolnabi Namazi                 | 602.096   |
| 13  | Mohammad Bagher Bagheri          | 598.352   |
| 14  | Mohammadi Gilani                 | 574.688   |
| 15  | Mohsen Qomi                      | 543.951   |
| 16  | Muhammad Hassan Maraschi         | 518.129   |

Die Wahl endete mit einem Stimmensieg für die gemäßigten Klerikern gegenüber den Hardlinern. Ali-Akbar Hāschemi Rafsandschāni gewann souverän die Provinz Tehran und übernahm damit den Vorsitz über die Expertenversammlung; Alterspräsident (ehrenhalber) wurde Ali Meschkini.